# اچ‌ام‌اس ترپسیکور (۱۷۸۵)
اچ‌ام‌اس ترپسیکور (۱۷۸۵) (به انگلیسی: HMS Terpsichore (1785)) یک کشتی بود که طول آن ۱۲۶ فوت (۳۸٫۴ متر) بود. این کشتی در سال ۱۷۸۵ ساخته شد.